# 舞鶴弁
舞鶴弁（まいづるべん）は、京都府舞鶴市で話される日本語の方言である。近畿方言の一つ。

## 概要
舞鶴市は旧丹後国に属するが、宮津市西部や京丹後市で話される丹後弁とは異なる点が多く、綾部市など旧丹波国北部で話される方言との共通点が多いため、方言学では丹波方言に含まれる。例えば、丹後弁では断定の助動詞に「だ」を用い、アクセントは東京式であるのに対し、舞鶴弁では「や・じゃ」を用い、アクセントは垂井式である。
京都府の方言区画
- 東京式アクセント。断定「～だ」。敬語「～なる」：現京丹後市・与謝郡など
- 断定「～や・じゃ」
  - 垂井式アクセント
    - 敬語「～なる・なある」：宮津市南東部・旧加佐郡北東部
    - 敬語「～てや」：舞鶴市大部分・福知山市大部分・綾部市

  - 京阪式アクセント。敬語「～はる」：京丹波町・南丹市以南

## 文法

### ちゃった・とって
舞鶴弁には「連用形＋て（や）」で敬意を表す「テヤ敬語」がある。京都弁の「ハル敬語」と同等の軽い敬意を込めた表現であり、自分以外であれば、同年齢であっても年長者であっても、また、近所の子ども相手であっても使える表現である。この「テヤ敬語」は丹波弁・播州弁・岡山弁などでも用いられる。
過去形は「ちゃった」（共通語の「られた」、京都弁の「はった」に相当）、進行・継続は「とって」（共通語の「ておられる」、京都弁の「てはる」に相当）で表す。「ちゃった」は「ちゃった弁」として親しまれるポピュラーな舞鶴弁であり、毎年7月下旬に舞鶴市で行われている「みなと舞鶴ちゃったまつり」は、これに由来する。
用例
「買い物に出かけられた」→「買い物に出かけちゃった」
「〜さんはお帰りになった」→「〜さんは帰っちゃった」
「来てくれた」→「来てくれちゃった（やや丁寧な言い回し）」「来ちゃった（フラットな言い回し）」
「言っておられるよ」→「言うとってやで」
「しておられるんじゃないの？」→「しとってんちゃうん？」
「ご飯を食べておられるのか？」→「ご飯、食べとってか？」

### その他
やって
「って言っているのか？」→「やってか？」
うら　
「後ろ・奥」を意味する。
　「○○の後方座席に乗る」→「○○のうらに乗る」
　「タンスの奥の方」→「タンスのうらの方」
連用形＋ないな
「〜しなよ」という軽い命令・促しの表現。丹後半島や丹波北部でも用いる。
「しないな」「食べないな」
連用形＋よった
〜しそうになった。丹波や播磨などでも用いる。
こ
「〜か」にあたる疑問の終助詞。丹波でも広範囲で用いられる。
「するんこ？」「行くんこ？」

## 語彙
- えらい - しんどい。
- がら - 肉類・魚甲殻類等の食べた後の残渣。ただの食べた後のゴミは「がら」にはならない。
- がら入れ - がらを入れる入れ物。小皿から大鉢まで何でも対象になる。
- しんけん - とても。「しんけん痛い」
- ねしくる - なすりつける・こすりつける
- ほかす - 捨てる。京都府全域で用いる。
- わや - 滅茶苦茶